# Saint-Hilaire-du-Bois, Gironde

Saint-Hilaire-du-Bois este o comună în departamentul Gironde din sud-vestul Franței. În 2009 avea o populație de 89 de locuitori.

## Evoluția populației
| An        | 1975 | 1982 | 1990 | 1999 | 2006 | 2009 |
| --------- | ---- | ---- | ---- | ---- | ---- | ---- |
| Populație | 92   | 84   | 97   | 92   | 89   | 89   |